# تويوتا نوح
تويوتا نوح (بالإنجليزية: Toyota Noah)‏ هي سيارة فان ذات ثمانية مقاعد مع بابين.سيارة تويوتا نوح تباع فقط في آسيا.

## معرض صور

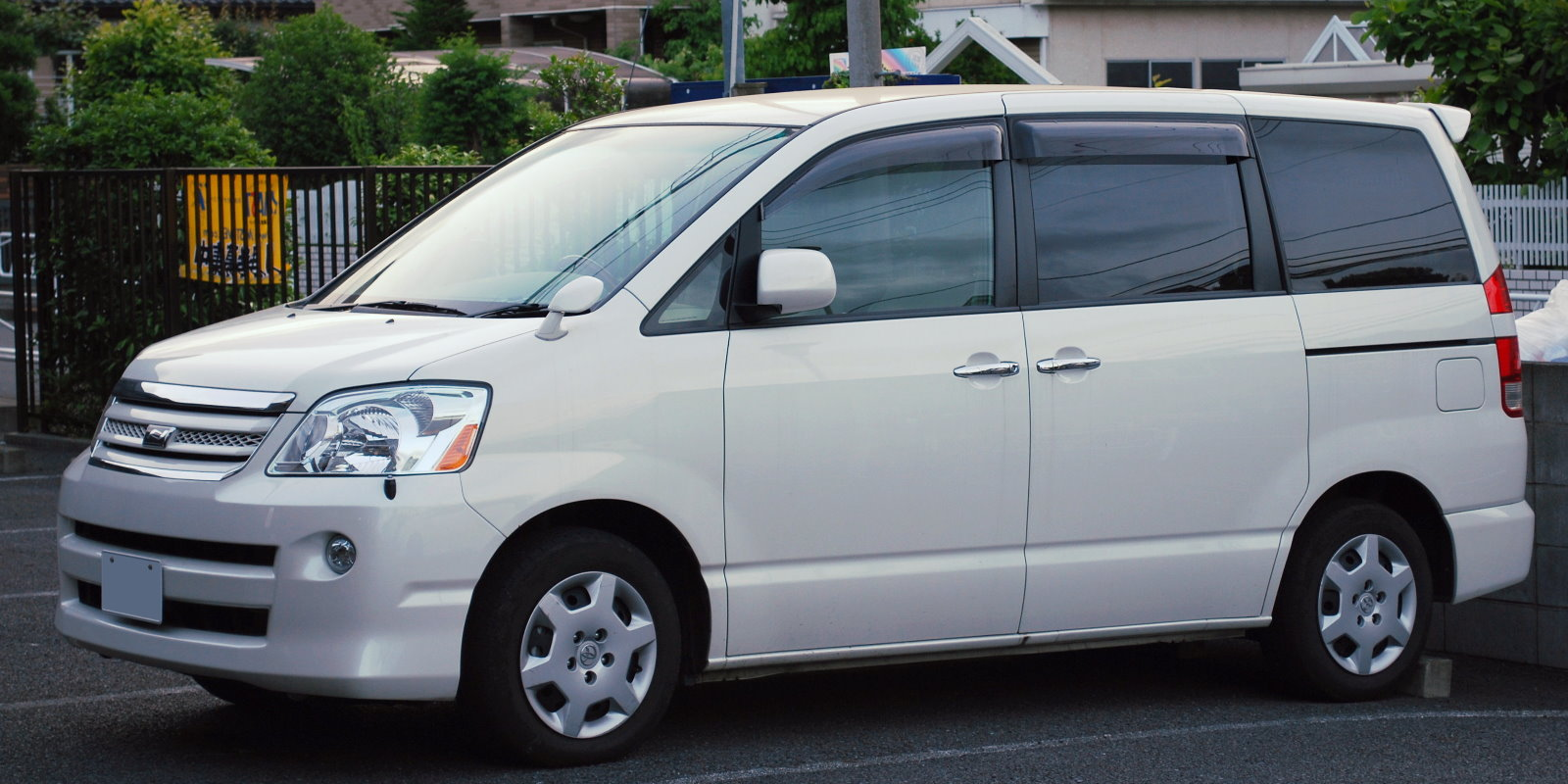
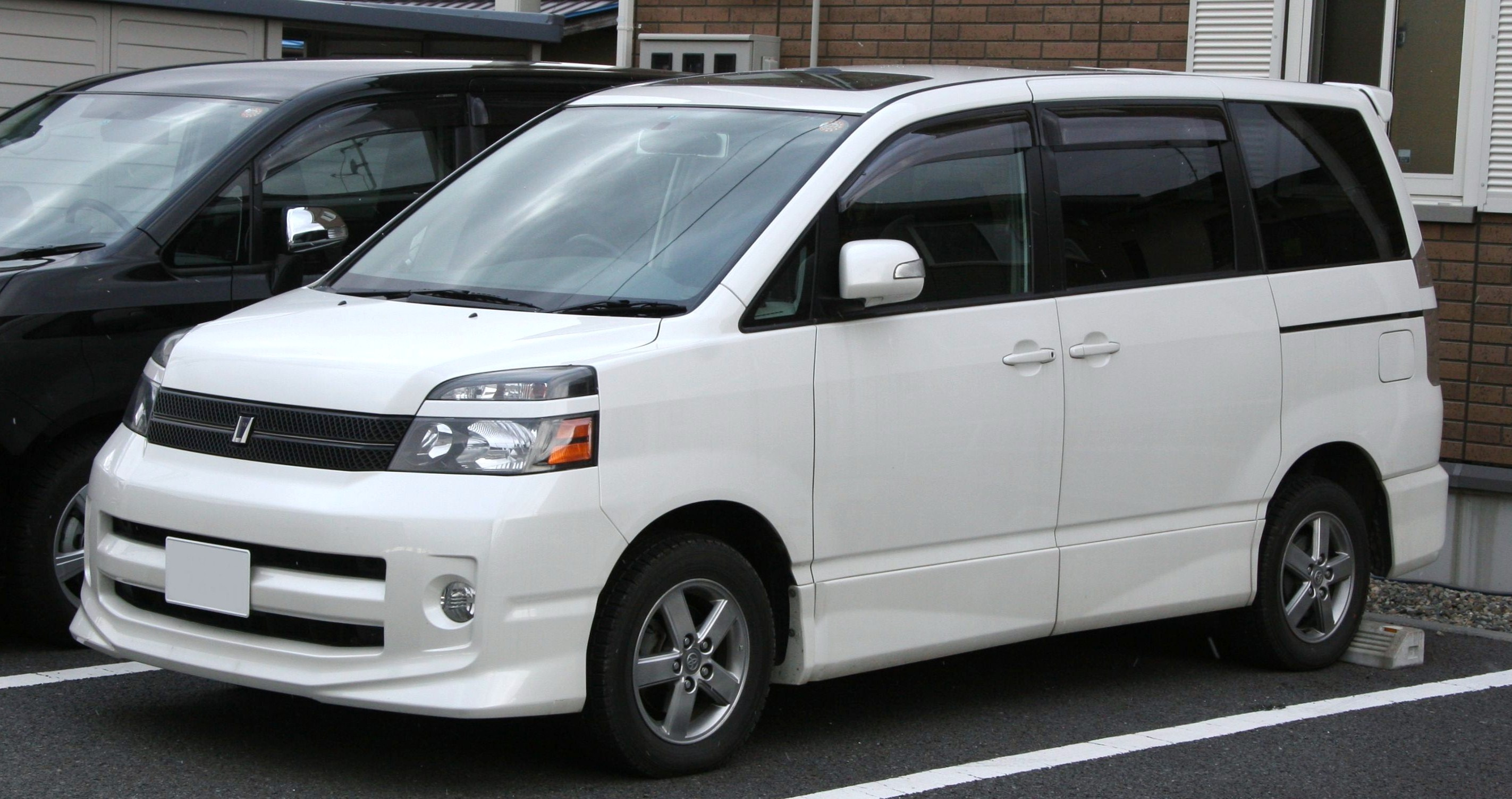
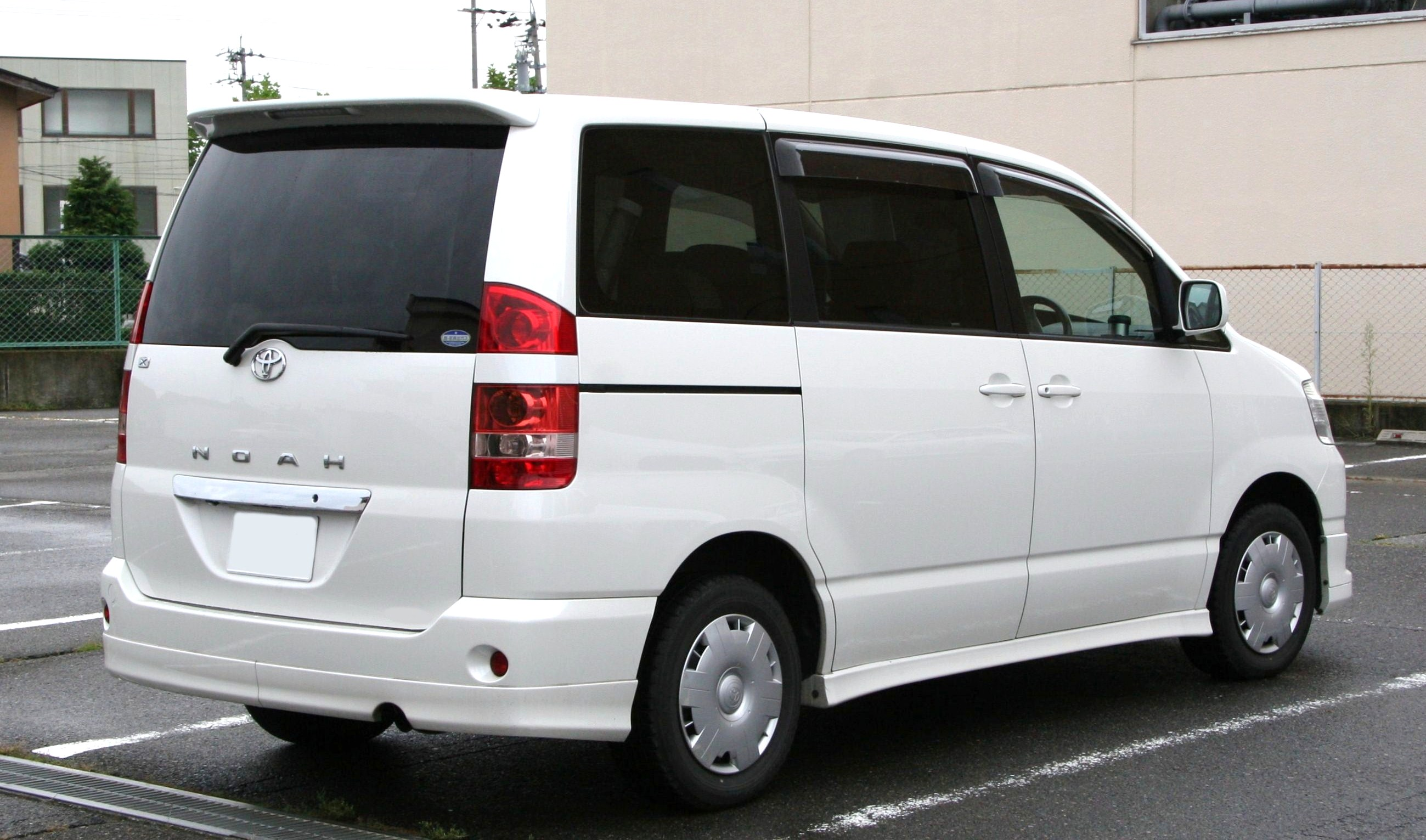
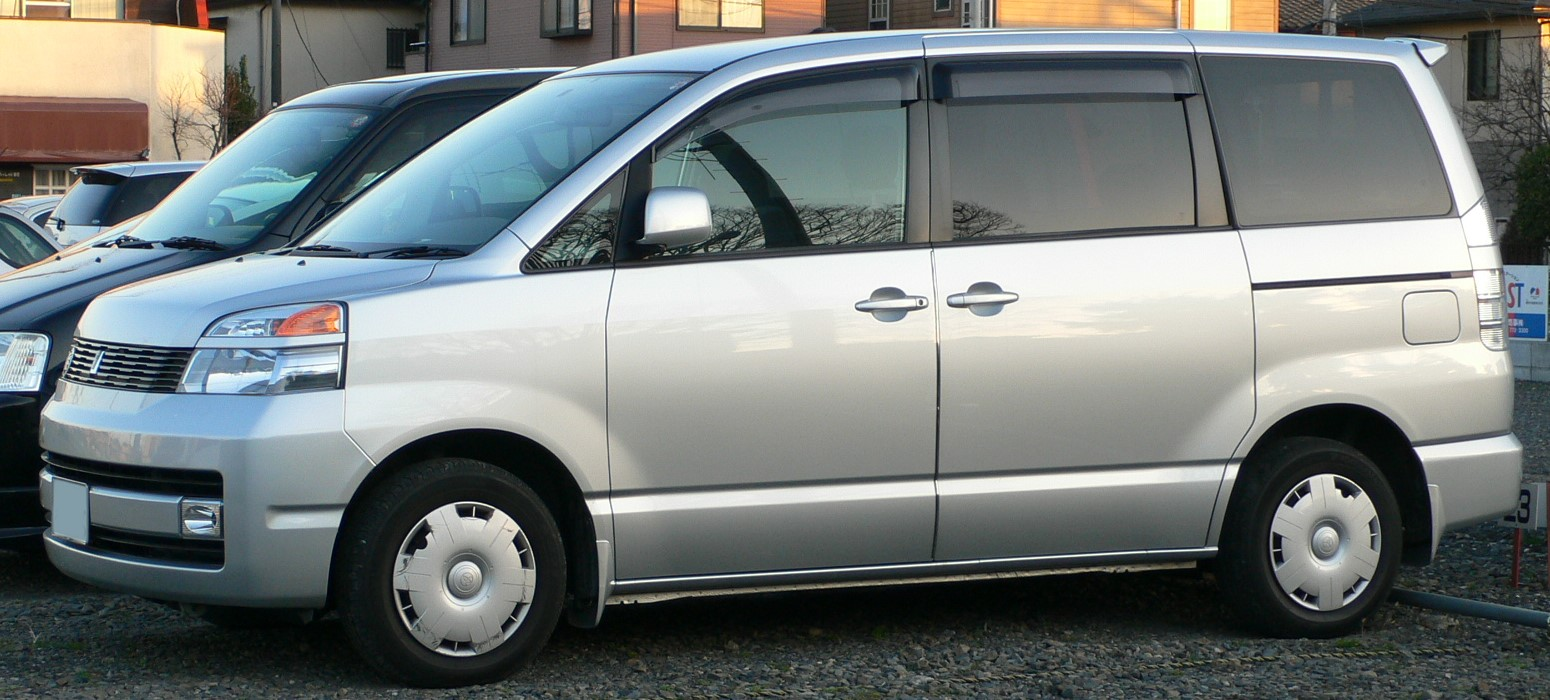
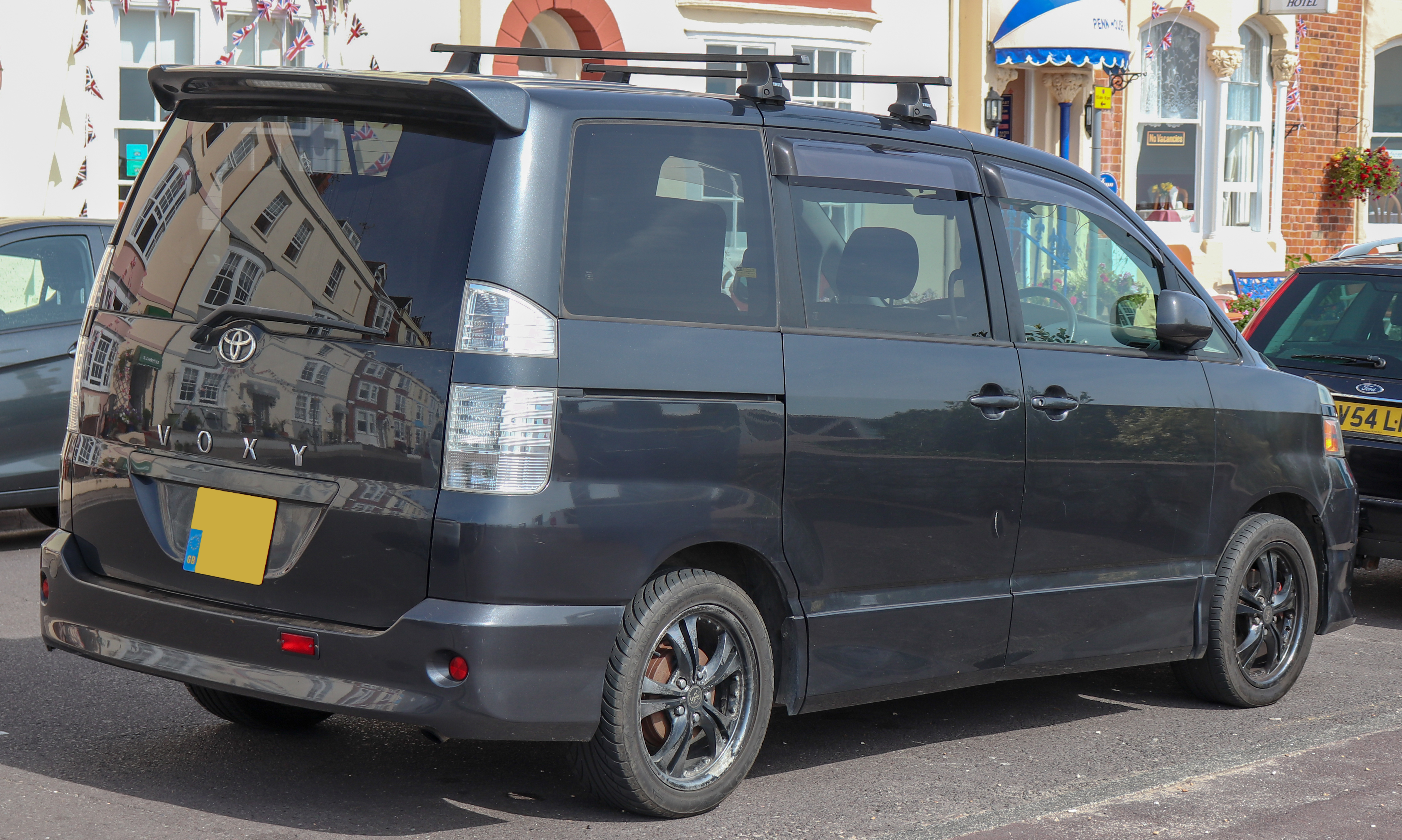